# لينوس أوبكسير
لينوس أوبكسير (بالألمانية: Linus Obexer) (مواليد 5 يونيو 1997) هو لاعب كرة قدم سويسري ، يلعب في مركزي الظهير الأيسر والظهير الأيمن ، ويلعب حاليًا لنادي يانغ بويز السويسري.

## روابط خارجية
- لينوس أوبكسير على موقع قاعدة بيانات كرة القدم.إي يو (الإنجليزية)
- لينوس أوبكسير على موقع Soccerway.com (الإنجليزية)
- لينوس أوبكسير على موقع عالم كرة القدم.نت (الإنجليزية)
- لينوس أوبكسير على موقع AS.com (الإسبانية)

- Linus Obexer